# Giuseppe Loiacono
Giuseppe Loiacono (Bari, Apulia, 6 de octubre de 1991) es un futbolista italiano. Juega de defensa y su equipo es el Ternana Calcio de la Serie C.

## Clubes
| Club                 | País   | Año           |
| -------------------- | ------ | ------------- |
| Fortis Trani         | Italia | 2010-2011     |
| Paganese Calcio 1926 | Italia | 2011-2012     |
| Foggia Calcio        | Italia | 2012-2019     |
| Reggina 1914         | Italia | 2019-2023     |
| F. C. Crotone        | Italia | 2023-2024     |
| Ternana Calcio       | Italia | 2024-presente |

## Palmarés

### Campeonatos nacionales
| Título               | Club          | País   | Año     |
| -------------------- | ------------- | ------ | ------- |
| Copa Italia Lega Pro | Foggia Calcio | Italia | 2015-16 |